# Una casa in bilico
Una casa in bilico és una pel·lícula de 1986 dirigida per Antonietta De Lillo i Giorgio Magliulo.

## Trama
Giovanni és un dona dona que estima la vida. En Teo és un vell company d'escola i un meticulós col·leccionista de rellotges, mentre que la Maria és una enamorada de la seva joventut, sempre disposada a ajudar els seus compatriotes emigrats a Itàlia. Un dia els tres hereten un apartament a Roma: aquesta convivència casual, després d'un inici fastidiós, aporta una nova energia a la vida dels tres. Però la mort sobtada d'un d'ells els enfronta amb una opció: cancel·lar aquesta experiència i tornar a entrar en la grisor del seu propi destí o continuar el camí empres cap a un futur junts.

## Repartiment
- Marina Vlady : Maria
- Riccardo Cucciolla : Teodoro, dit « Teo »
- Luigi Pistilli : Giovanni
- Stefania Graziosi : Sonia
- Daniela Igliozzi : Gloria
- Armando Bandini : Tonino

## Premis
Als Nastri d'argento 1987 fou nominada al Nastro d'Argento a la millor direcció novell, i als premis David di Donatello 1987 fou nominada al David di Donatello al millor director novell